# Ousmane Bangoura
Ousmane Bangoura (1º dicembre 1979) è un ex calciatore guineano, di ruolo attaccante.

## Carriera

### Club
Ha giocato nel campionato guineano, francese belga e cinese.

### Nazionale
Ha esordito in Nazionale nel 2004, giocando 6 partite e realizzando 5 reti sino al 2006.